# Inno nazionale dello Zimbabwe
L'inno nazionale dello Zimbabwe è noto con il titolo in ndebele settentrionale di Kalibusiswe Ilizwe leZimbabwe, tratto dal verso conclusivo: la traduzione in Shona è Simudzai Mureza wedu WeZimbabwe e in inglese Blessed be the land of Zimbabwe. In italiano il significato è Sia benedetta la terra dello Zimbabwe. Questo inno fu introdotto nel marzo 1994 in seguito ad una competizione estesa a livello nazionale per sostituire Ishe komborera Africa come canzone distintamente zimbabwese. Vinse una canzone scritta dal Professor Solomon Mutswairo, figura nazionale importantissima in ambito poetico, e composta da Fred Changundega. Il nuovo inno è stato tradotto in tutte e tre le principali lingue del paese: Shona, Ndebele Settentrionale e Inglese, i cui testi sono a seguire.

## Shona
Simudzai mureza wedu weZimbabwe
Yakazvarwa nomoto wechimurenga;
Neropa zhinji ramagamba
Tiidzivirire kumhandu dzose;
Ngaikomborerwe nyika yeZimbabwe.
Tarisai Zimbabwe nyika yakashongedzwa
Namakomo, nehova, zvinoyevedza
Mvura ngainaye, minda ipe mbesa
Vashandi vatuswe, ruzhinji rugutswe;
Ngaikomborerwe nyika yeZimbabwe.
Mwari ropafadzai nyika yeZimbabwe
Nyika yamadzitateguru edu tose;
Kubva Zambezi kusvika Limpopo,
Navatungamiri vave nenduramo;
Ngaikomborerwe nyika yeZimbabwe.

## Ndebele settentrionale
Phakamisan iflegi yethu yeZimbabwe
Eyazalwa yimpi yenkululeko;
Legaz' elinengi lamaqhawe ethu
Silivikele ezithan izonke;
Kalibusisiwe ilizwe leZimbabwe.
Khangelan' iZimbabwe yon' ihlotshiwe
Ngezintaba lang' miful' ebukekayo,
Izulu kaline, izilimo zande;
Iz' sebenzi zenam', abantu basuthe;
Kalibusisiwe ilizwe leZimbabwe.
Nkosi busis' ilizwe lethu leZimbabwe
Ilizwe labokhokho bethu thina sonke;
Kusuk' eZambezi kusiy' eLimpopo
Abakhokheli babe lobuqotho;
Kalibusisiwe ilizwe leZimbabwe.

## Inglese
Oh lift high the banner, the flag of Zimbabwe
The symbol of freedom proclaiming victory;
We praise our heroes' sacrifice,
And vow to keep our land from foes;
And may the Almighty protect and bless our land.
Oh lovely Zimbabwe, so wondrously adorned
With mountains, and rivers cascading, flowing free;
May rain abound, and fertile fields;
May we be fed, our labour blessed;
And may the Almighty protect and bless our land.
Oh God, we beseech Thee to bless our native land;
The land of our fathers bestowed upon us all;
From Zambezi to Limpopo
May leaders be exemplary;
And may the Almighty protect and bless our land.

## Traduzione
Oh, alza in alto la bandiera dello Zimbabwe
il simbolo della libertà che proclama vittoria;
lodiamo il sacrificio dei nostri eroi,
e giuriamo di tenere la nostra terra al sicuro dai nemici;
che l'Onnipotente protegga e benedica la nostra terra.
Oh bellissimo Zimbabwe, adorno di meraviglie
con montagne, cascate, fiumi che scorrono liberi;
che la pioggia abbondi e renda fertili i campi;
che ci sia cibo, e che il nostro lavoro sia benedetto;
e che l'Onnipotente protegga e benedica la nostra terra.
Oh Dio, ti imploriamo di benedire la nostra terra natia;
la terra dei nostri padri, consegnata a tutti noi;
dallo Zambesi al Limpopo
che i nostri capi siano d'esempio;
e che l'Onnipotente protegga e benedica la nostra terra.